# Rumpler-Tropfenwagen

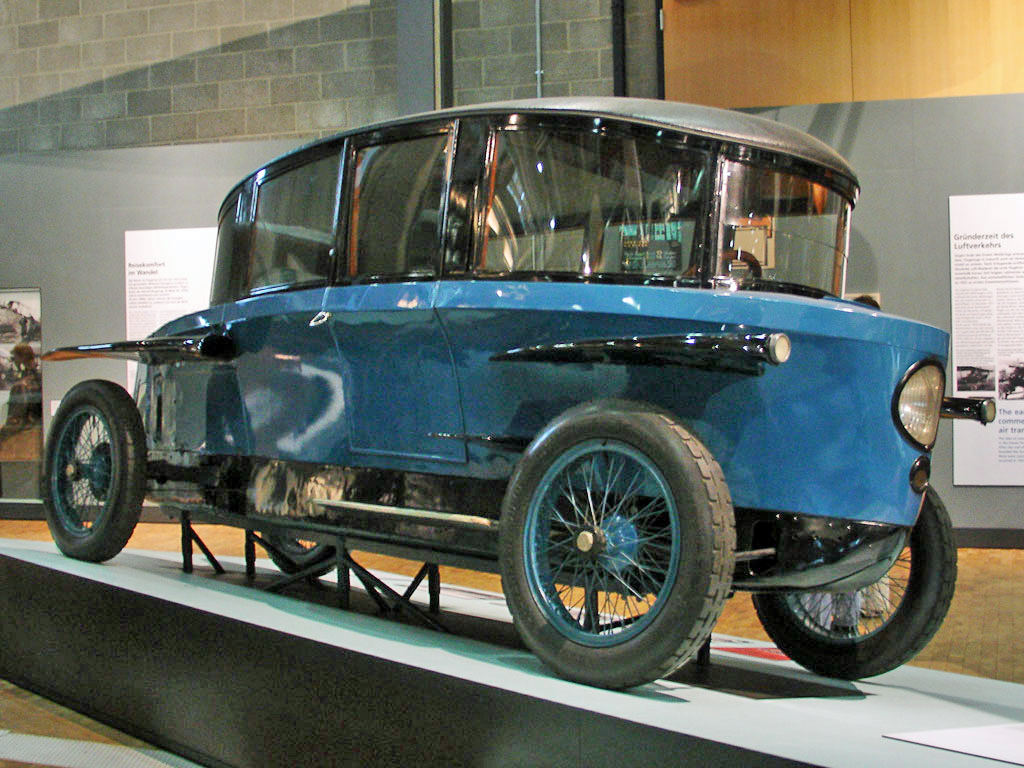
Rumpler Tropfenwagen in het Deutsches Technikmuseum Berlijn

De Rumpler-Tropfenwagen (Duits Tropfen = "druppel") was een door Edmund Rumpler uitgedachte auto.
Rumpler was een Oostenrijks ingenieur die onder andere vliegtuigen bouwde en veel wist van aerodynamica. Toen in 1921 de eerste stroomlijnauto werd uitgebracht op de Berlijnse autoshow waren velen verbaasd. De auto, met een middenmotor, zou bij tests in 1979 een Cw-waarde van 0,28 blijken te hebben. Ingenieurs van Volkswagen waren verbaasd: "Wij moeten nog zover komen." Pas tien jaar later zou het ze lukken met de derde versie van de Volkswagen Golf.
Ondanks de vooruitstrevendheid was de auto geen verkoopsucces. Kinderziektes deden de omzet geen goed en het ongewone uiterlijk hielp ook al niet mee. Daarnaast had het model bijna geen kofferbak en werd de Tropfenwagen vrijwel uitsluitend als taxi verkocht.
De wagen werd bekend door de film Metropolis, waarin vele Rumplers aan hun einde kwamen. Op dit moment bestaan er voor zover bekend nog twee exemplaren van, in het Deutsches Museum en het Deutsches Technikmuseum Berlin.

## Technische gegevens
- Model 1921/22: zescilinder-Siemens-W-Motor, 2310 cm³, 35 PK, topsnelheid 95 km/h, 3 versnellingen
- Model 1922/23: zescilinder-Siemens-W-Motor, 2580 cm³, 35 PK, topsnelheid 105 km/h, 3 versnellingen
- Model 1924/25: viercilinder-Benz-lijnmotor, 2610 cm³, 50 PK, topsnelheid 115 km/h, 3 versnellingen